# Niki Rattle
Niki Rattle, née en 1951 à Manihiki, est une femme politique des îles Cook.
Elle est présidente du Conseil national des femmes, puis présidente du Parlement des Îles Cook pendant près de neuf ans, du 22 mai 2012 au 15 février 2021.
Très attachée aux droits des femmes, elle est fermement pour l'égalité des sexes, et cherche à mettre fin aux violences contre les femmes.

## Biographie
Niki Rattle naît en 1951 sur l'atoll de Manihiki. Elle est infirmière diplômée. Elle devient secrétaire de la Croix-Rouge des Îles Cook pendant 18 ans,.
Elle devient la présidente du Conseil national des femmes et la présidente du Centre de conseil aux femmes avant sa nomination à la présidence du Parlement. Elle promeut l'égalité des sexes et les droits des femmes.
Elle est nommée présidente du Parlement des Îles Cook par le Premier ministre Henry Puna le 22 mai 2012.
Mais sa nomination directe est critiquée par l'opposition, qui estime que c'est un député élu qui devrait occuper ce poste,.
Elle est reconduite en 2014 dans ses fonctions de présidente de la Chambre des représentants. Son rôle est d’assurer le bon fonctionnement du Parlement conformément aux principes de la Constitution, au règlement intérieur du Parlement et aux procédures du Parlement. Niki Rattle défend fermement l'égalité des sexes au Parlement. Défendant les droits des femmes, elle lutte contre le taux préoccupant des violences contre les femmes dans les pays du Pacifique et cherche à y mettre fin.
Niki Rattle participe en 2015 au premier Parlement avec des femmes députées aux Îles Cook, puis de nouveau en 2017. Elle explique aux femmes parlementaires comment assumer les rôles et les responsabilités des députés. Elle participe activement aux travaux du Groupe des femmes parlementaires du Commonwealth.
Le 15 février 2021, Niki Rattle démissionne de ses fonctions de présidente de la Chambre des représentants, en affirmant qu'il est important que les titulaires de fonctions soient « rafraîchis de temps à autre ». C'est Tai Tura qui lui succède à la présidence de l'Assemblée parlementaire.
En janvier 2022, Niki Rattle est nommée médiatrice.